# Télégonos (fils de Protée)
Pour les articles homonymes, voir Télégonos.
Dans la mythologie grecque, Télégonos ou Télégonus (en grec ancien : Τηλέγονος / Tēlégonos, « qui est né au loin ») est un demi-dieu, fils de Protée.

## Famille
Télégonos est un demi-dieu, fils du dieu marin Protée et de la princesse Toroné (en) de Phlégra (en), parfois donnée comme l'épouse de Protée. Son grand-père paternel est donc Poséidon, le dieu des mers, et ses grands-parents maternels la princesse Pallène de Thrace et son époux Cleitos (en). 
Il a un frère demi-dieu lui aussi, Polygonos (en), et plusieurs demi-frères et demi-sœurs, les plus célèbres étant Idothée et Cabeiro.

## Mythe
D'après Apollodore, alors qu'il se trouvait à Torone, sur le chemin le mènant à Mycènes, avec la ceinture d'Hippolyte qu'il venait d'obtenir, Héraclès rencontra Télégonos et son frère Polygonos. Les fils de Protée le défièrent alors en duel et furent tous deux tués par le héros.
Jean Tzétzès précise que les deux frères avaient l'habitude de défier les étrangers à la lutte et de les tuer pendant le combat, raison pour laquelle Protée pria son père Poséidon de le ramener en Égypte loin d'eux. Il précise également que c'est sous le commandement d'Héra que les frères défièrent Héraclès mais qu'ils perdirent la vie dans la bataille.

## Sources
- Pseudo-Apollodore, Bibliothèque [détail des éditions] [lire en ligne] II, 5, 9
- Jean Tzétzès, Chiliades Livre II - IV traduit en anglais par Gary Berkowitz d'après l'édition original en grec de T. Kiessling de 1826. version en ligne sur theio.com